# Parque nacional Daintree
El parque nacional Daintree (en inglés: Daintree National Park) es un parque nacional en el norte de Queensland (Australia), ubicado a 1502 km al noroeste de Brisbane y a 100 km al noroeste de Cairns. Fue fundado en 1988, al mismo tiempo que fue nominado para la lista de patrimonio de la Humanidad donde fue incluido bajo la denominación conjunta Trópicos húmedos de Queensland.
La mayor parte del parque nacional está cubierta por selva húmeda. El gran bosque de Daintree se conserva de la misma forma que se aprecia en el presente, desde hace más de cien millones de años, lo que probablemente lo convierte en el bosque húmedo más antiguo de la Tierra.
El parque está ubicado en el sitio aborigen de piedras rebotantes.